# Liste des pas de patinage artistique
Cet article est un complément de Patinage artistique
Il existe différents pas de natures différentes selon la carre, le sens et le pied. Le fléchissement et la carre sont importants.

## Les retournements

### Le trois
Retournement sur un pied vers l'intérieur de la courbe, carres opposées, direction opposée

### Le mohawk
Retournement avec changement de pied, mêmes carres, direction opposée
- Ouvert : le talon du pied libre est placé sur la glace à l'intérieur du pied traceur; après transfert de poids, la position immédiate du nouveau pied libre est derrière le talon du pied traceur.
- Fermé : le devant du pied libre est placé au talon et derrière le pied traceur;

après transfert de poids, la position immédiate du nouveau pied libre est devant le pied traceur
- Swing : mohawk ouvert ou fermé où la jambe libre est balancée et frôle

presque le pied traceur et le dépasse vers l’avant, puis est ramenée jusqu’au pied traceur pour
effectuer le virage.

### L'accolade ou bracket
Retournement sur un pied vers l'extérieur de la courbe, carres opposées, direction opposée

### Le choctaw
Retournement avec changement de pied, carres opposées, direction opposée.
- Ouvert : le talon du pied libre est placé sur la glace à l'intérieur du pied traceur; après transfert de poids, la position immédiate du nouveau pied libre est derrière le talon du pied traceur.
- Fermé : le devant du pied libre est placé au talon et derrière le pied traceur;

après transfert de poids, la position immédiate du nouveau pied libre est devant le pied traceur
- Swing : choctaw ouvert ou fermé où la jambe libre est balancée et frôle

presque le pied traceur et le dépasse vers l’avant, puis est ramenée jusqu’au pied traceur pour
effectuer le virage.
- Choctaw ouvert croisé : l'extérieur du pied libre est placé

en avant et à angle droit avec le pied traceur; la hanche est en position ouverte après le virage.

### le rocker
Retournement d'avant en arrière ou d'arrière en avant. Sans changement de pied et sans changement de carres

### Le contre-rocking ou contre-trois
Retournement sur un pied vers l'extérieur de la courbe, mêmes carres, direction opposée, changement de courbure

### La boucle ou loop
Rotation sur un pied, même carre, direction identique, en forme d'ovale.

### Le double-trois
Deux trois enchaînés

### La volte ou le twizzle
Succession de révolutions rapides à plat, sans prise de carre, avec déplacement.

### Le pivot
Rotation sur les griffes d’une lame tandis que l’autre trace un cercle.

## Les pas

### Le croisé
Poussées successives d'un pied à l'autre, le pied extérieur croisant le pied intérieur. Cela peut se faire aussi par l'arrière.

### Le crossroll
Changement de pieds en croisant (devant en avant / derrière en arrière), sans changement de carre (dehors en dehors / dedans en dedans). Avec les jambes fléchit.

### Le chassé
Combinaison de pas pendant laquelle le pied libre est placé à côté du pied traceur,
sans le dépasser, tandis que le nouveau pied libre quitte la glace et vient à la hauteur du nouveau pied traceur.
- Chassé croisé : un chassé dans lequel le pied libre est placé sur la glace, croisé derrière le pied traceur en patinage avant, ou croisé par devant en patinage arrière.

- Chassé glissé : un chassé dans lequel le pied libre quitte la glace en glissant devant le patineur en patinage avant ou vers l'arrière en patinage arrière.

### Le roulé
Carre courte ou longue, avant ou arrière, prenant la forme d’une courbe en
direction opposée à la courbe précédente. 
- Roulé croisé : roulé avant qui commence avec les pieds croisés vers l’avant ou

un roulé arrière avec les pieds croisés derrière. 
- Roulé swing : courbe maintenue pendant plusieurs temps et durant laquelle la jambe est balancée de l'avant vers l'arrière (en patinage arrière) ou de l'arrière vers l'avant (en patinage avant), puis ramenée à côté du pied traceur.

### Le progressif (course)
Pas ou une séquence de pas où le pied libre, juste avant de
devenir le pied traceur, dépasse le pied traceur initial, amenant ainsi le nouveau pied libre à
quitter la glace derrière le nouveau pied traceur.